# 东京立正短期大学
东京立正短期大学（日语：／ Tokyo Risshō Tankidaigaku *）是一所位于日本东京都杉并区的私立短期大学。

## 概要

### 简介
- 源流成立于1926年[1]。短期大学为于1966年开办[1]、由学校法人堀之内学园经营。为男女同校[2]从2005年。日本的佛教系短期大学之一。

### 历史
- 1966年 东京立正女子短期大学成立并同时设置一个学科英美语学科[1]。
- 2001年 英美语学科改编为英语传播学科[1]。
- 2002年 英语传播学科改编为现代传播学科[1]。
- 2005年 改校名为东京立正短期大学、开始招収男学生。专科传播成立[1]。
- 2006年 现代传播学科分离为两个专攻即现代传播专攻[注 2]和幼儿教育专攻[3]。
- 2009年 专科现代传播专攻[注 2]改编为幼儿教育专攻[3]。

## 学校环境
- 校区：在东京都杉并区

## 历任校长
- 藤井教诠：第一代短期大学校长[1]
- 坂轮宣敬：现在短期大学校长[1]

## 组织

### 学科
- 现代传播学科[注 1]
  - 现代传播专攻[注 2]
  - 幼儿教育专攻

### 专科
| - 幼儿教育专攻 |

### 业余课程
| - 没有 |

## 相关链接
- 日本短期大学列表